# 11 Rhughasinish

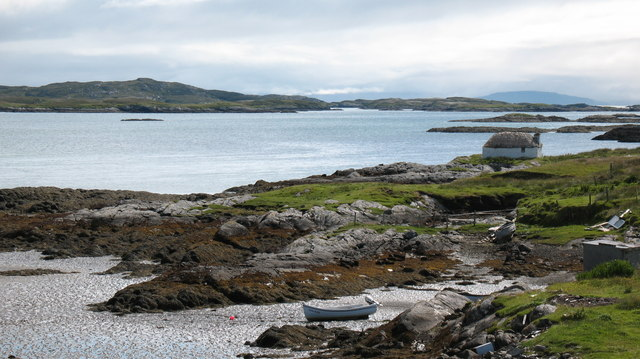
11 Rhughasinish

Unter der Adresse 11 Rhughasinish auf der schottischen Hebrideninsel South Uist befindet sich ein Cottage. 1985 wurde das Bauwerk in die schottischen Denkmallisten zunächst in der Kategorie B aufgenommen. Die Hochstufung in die höchste Kategorie A erfolgte 2019.

## Geschichte
Bis 1838 stand die Insel unter der Herrschaft des Clan Ranald. In diesem Jahr erwarb John Gordon of Cluny South Uist und vererbte die Insel innerhalb der Familie weiter. Zur Gewinnung von Weidefläche ließ dieser in den folgenden Jahrzehnten zahlreiche Inselbewohner vertreiben. Bei Cottages handelt es sich typischerweise um ehemalige Crofter-Behausungen, die auf den Hebriden und in den westlichen Highlands allgegenwärtig waren. Heute sind nur noch rund 200 historische Cottages erhalten, von denen 54 auf den Äußeren Hebriden zu finden sind. 11 Rhughasinish stammt aus dem mittleren bis späten 19. Jahrhundert. Auf der ersten, 1878 erhobenen Karte der Ordnance Survey ist das Gebäude verzeichnet. Es liegt weitgehend unverändert vor.

## Beschreibung
11 Rhughasinish steht isoliert in exponierter Position in der kleinen Siedlung Rhughasinish am South Ford an der Nordküste South Uists. Es handelt sich um ein kleines, eingeschossiges Cottage im inseltypischen Baustil. In seine ostexponierte Hauptfassade sind links die Eingangstüre mit Türsturz und rechts ein Fenster eingelassen. Während das dreiteilige Sprossenfenster 2017 noch erhalten war, war die Türe verloren. In die west- und südexponierten Fassaden sind jeweils eine Fensteröffnung eingelassen. Während rückwärtig ein vierteiliges Sprossenfenster eingesetzt ist, ist das Fenster in der Südfassade nicht erhalten. Das Mauerwerk von 11 Rhughasinish besteht aus Feldstein und war 2017 mit Ausnahme der Ostfassade gekalkt. Ein Drahtnetz mit beschwerenden Steinen fixiert ist die Eindeckung. Vor dem südexponierten Walm erhebt sich ein Kamin, der aus Feldstein aufgemauert und mit Beton ausgebessert ist.